# 拜伊茨杰尔贾诺什
拜伊茨杰尔贾诺什，是匈牙利沃什州所辖的一个村，总面积31.43平方公里，总人口465，人口密度14.8人/平方公里（2010年1月1日）。